# Elias Kapell
Elias Kapell, född 22 juni 2006, är en svensk friidrottare som tävlar för Hammarby IF i längdhopp.

## Karriär
Kapell har tagit flera SM-medaljer på ungdoms/junior-nivå. Vid SM i friidrott 2024 tog han brons i längdhopp med ett personligt rekordhopp på 7,62 meter.